# Polycyrtus boliviensis
Polycyrtus boliviensis là một loài tò vò trong họ Ichneumonidae.